# Chiesa di San Giorgio Martire (Gonars)
La chiesa di San Giorgio è la parrocchiale di Fauglis, frazione di Gonars, in provincia ed arcidiocesi di Udine; fa parte della forania del Friuli Centrale.

## Storia
La precedente chiesa di Fauglis venne costruita nel 1701 ed era orientata con l'abside ad est e l'ingresso ad ovest. L'attuale parrocchiale venne edificata tra il 1854 e il 1868 su progetto di Andrea Scala. Nel 1901 fu rifatta la pavimentazione interna della chiesa. Tra il 1905 ed il 1909 venne costruito il campanile.